# Sociala avgifter
Sociala avgifter är olika former av avgifter eller försäkringspremier som används för att finansiera eller betala för olika former av socialförsäkringar och som normalt är kopplad till någon form av anställning eller arbetsinkomst.
Eftersom socialförsäkringssystemen i olika länder är utformade på mycket olika sätt, med olika grad av statliga, kooperativa eller privata lösningar, och obligatorium eller frivillighet, kan de sociala avgifterna skilja sig mycket åt mellan länder. Under begreppet ryms bland annat lagstadgade sociala avgifter som betalas av arbetsgivare (till exempel i form av arbetsgivaravgifter) eller av arbetstagare själva, sociala avgifter som bestämts genom kollektivavtal, och avgifter som arbetsgivare betalar frivilligt som en anställningsförmån.

## Sverige
I Sverige, där det statliga inslaget i socialförsäkringssystemet är stort, används begreppet sociala avgifter i något olika innebörder i olika sammanhang. Skatteverket använder begreppet socialavgifter som en samlingsbeteckning på lagstadgade arbetsgivaravgifter, motsvarande egenavgifter (som betalas av egenföretagare) och särskild löneskatt.
Företagare och företagarorganisationer brukar använda begreppet på summan av lagstadgade arbetsgivaravgifter samt de avgifter för avtalsförsäkring och avtalspension som följer på grund av ingångna kollektivavtal mellan arbetsgivarens parter.